# Dusona nigridens
Dusona nigridens är en stekelart som beskrevs av Horstmann 2004. Dusona nigridens ingår i släktet Dusona och familjen brokparasitsteklar. Inga underarter finns listade i Catalogue of Life.